# 斯威特鎮區 (明尼蘇達州派普斯通縣)
斯威特鎮區（英語：Sweet Township）是位於美國明尼蘇達州派普斯通縣的一個行政鎮區。

## 歷史
斯威特鎮區於1879年設立，得名自早期定居者丹尼爾·E·斯威特（Daniel E. Sweet）。

## 地方資料
斯威特鎮區的面積為106.78平方千米，當中陸地面積為106.55平方千米，而水域面積為0.23平方千米。根據2020年美國人口普查的數據，當地共有人口305人，而人口密度為每平方千米2.86人。